# یوبمبو
یوبمبو (به لاتین: Ubombo) یک شهرک در آفریقای جنوبی است که در Jozini Local Municipality واقع شده‌است.